# Alina Süggeler

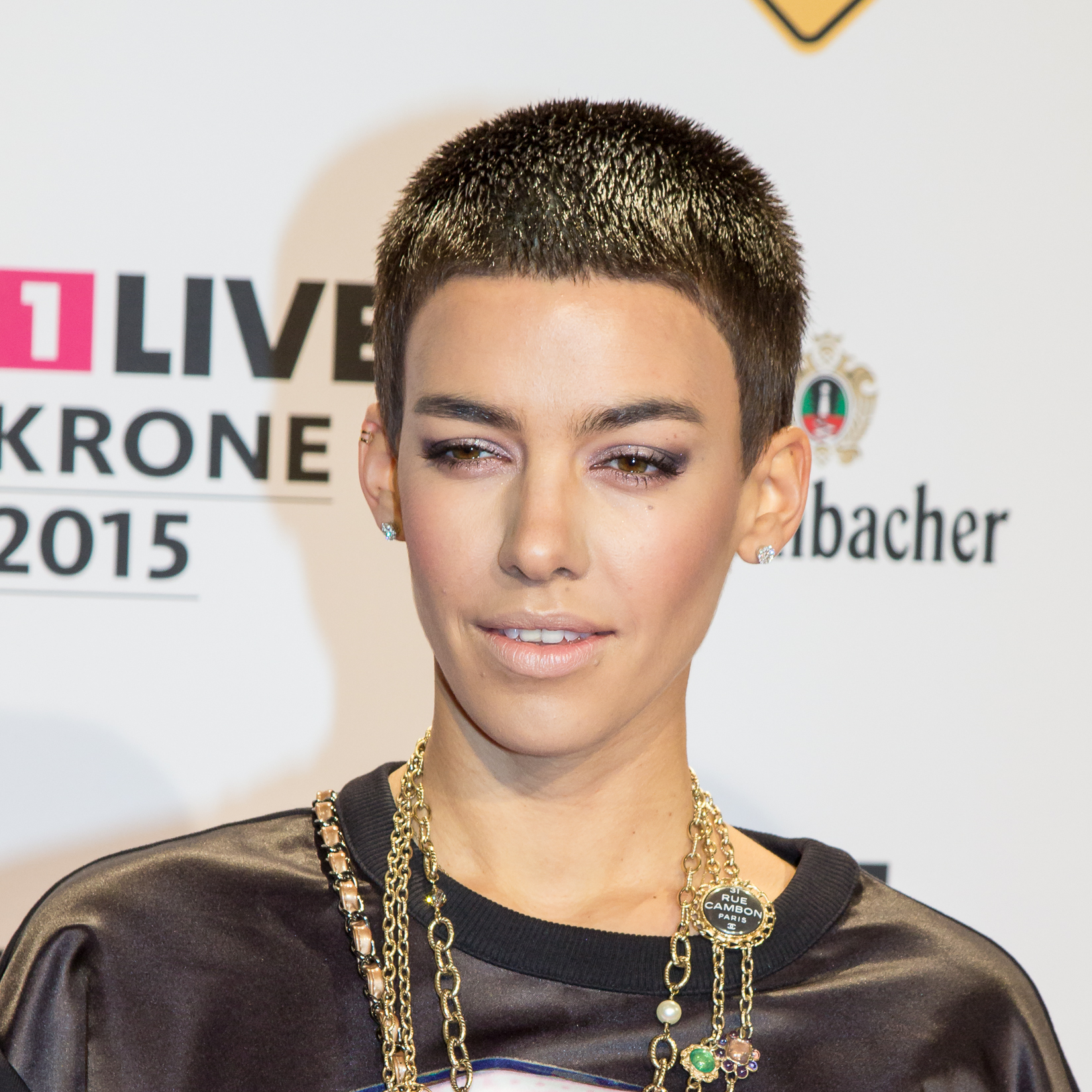
Alina Süggeler bei der 1LIVE Krone 2015

Alina Eva Süggeler (* 6. Mai 1985 in Witten) ist eine deutsche Sängerin. Sie wurde als Frontfrau der Band Frida Gold bekannt. Gelegentlich ist sie auch als Model tätig. 

## Leben

### Musikalische Karriere
Alina Süggeler wuchs mit ihren beiden Geschwistern in Hattingen auf. Bereits als Kind sang sie dort im katholischen Kirchenchor. Mit fünf Jahren begann sie Klavier zu spielen und mit zwölf Jahren Querflöte. Ihr Bruder Fabian ist der Frontmann der Band Fynn. Die Scheidung ihrer Eltern verarbeitete sie im Frida-Gold-Song Breathe On. Schon in der Schulzeit nahm Süggeler an verschiedenen Nachwuchswettbewerben teil, darunter Jugend musiziert.
Nach dem Abitur am Gymnasium Holthausen begann sie ein Querflötenstudium an der Folkwang Universität der Künste in Essen, das sie jedoch nach zwei Semestern abbrach. In Bochum jobbte sie als Verkäuferin in einer Boutique. Gemeinsam mit dem Gitarristen Julian Cassel belegte sie den „Kontaktstudiengang Popularmusik“ an der Hochschule für Musik in Hamburg. Durch die Kontakte des Bassisten Andreas Weizel, mit dem Süggeler in der Entstehungsphase des Debütalbums liiert war, wurde Süggelers Band Frida in den Bandpool der Popakademie in Mannheim aufgenommen und benannte sich später in Frida Gold um. Unter diesem Bandnamen gelang 2010 mit Zeig mir wie du tanzt der kommerzielle Durchbruch.
Mit dem Lied Alle Frauen in mir sind müde sollte Frida Gold am deutschen Vorentscheid Unser Lied für Liverpool für den Eurovision Song Contest 2023 teilnehmen, sagte die Teilnahme jedoch am Vormittag des Entscheids wegen Erkrankung Süggelers ab.

### Modelkarriere

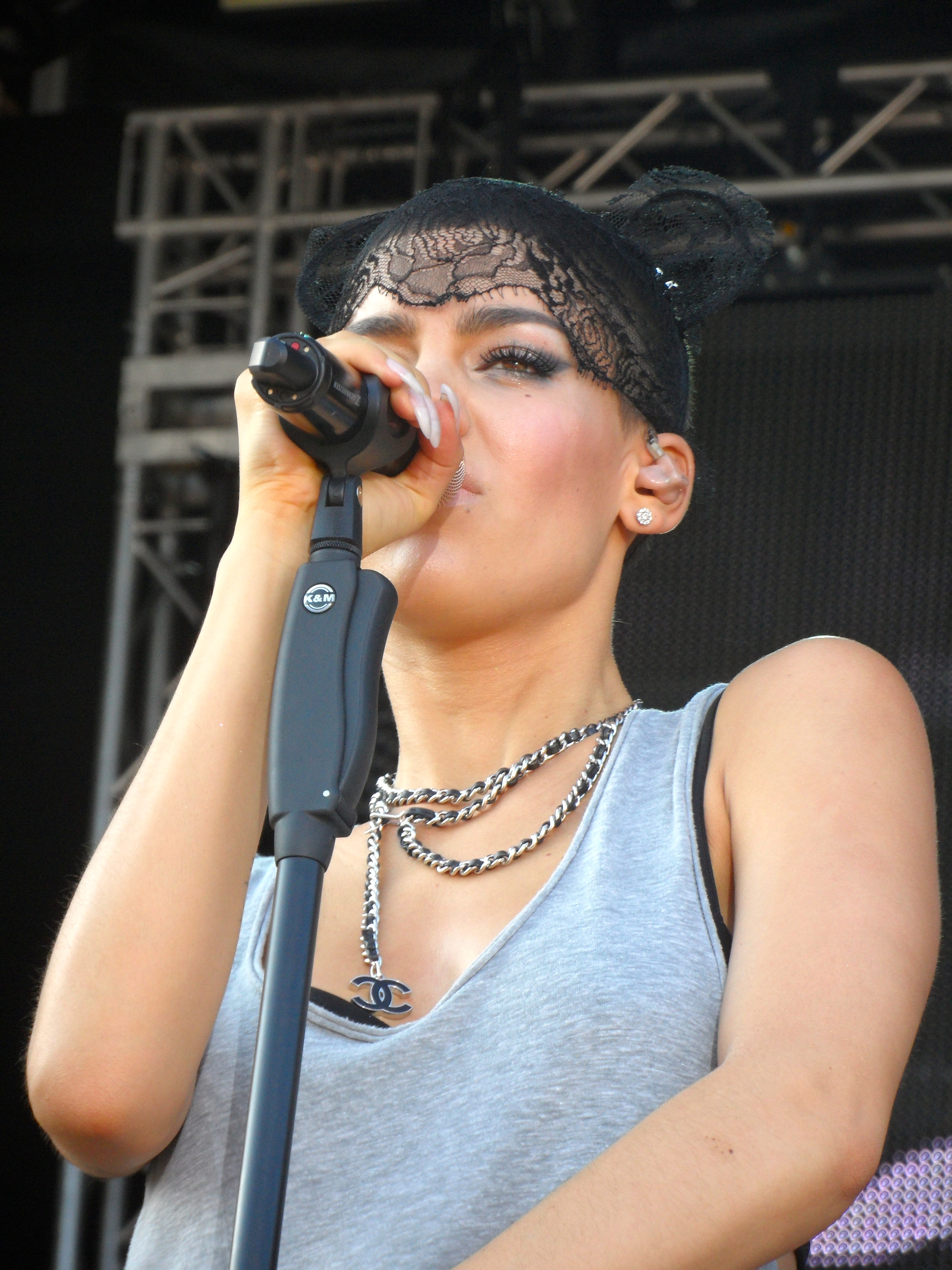
Alina Süggeler bei einem Auftritt mit Frida Gold in Vechta (2014)

Alina Süggeler ist auch als Model tätig. So bewarb sie die Lanvin for H&M-Kollektion und modelte in der ersten Ausgabe des Zalando-Magazins des Onlineshops Zalando. Im Werbespot zum Mobilfunkangebot MTV Mobile, der vom Frida-Gold-Song Zeig mir wie du tanzt untermalt wurde, spielte Süggeler in dem Werbefilm die Hauptrolle. Das Magazin Grazia kürte Süggeler zu einer der „10 schönsten Frauen der Welt“. Im Jahr 2012 erhielt sie den Grazia Best Dressed Award. Für die Zeitschrift Gala absolvierte Süggeler im Januar 2012 ein Fashion-Shooting. Im August 2012 modelte sie in London für die „Black Gold Herbst/Winter Kollektion 2012“ des Modelabels Diesel. 2015 erschien in der März-Ausgabe des Männermagazins GQ eine erotische Fotostrecke mit Süggeler, für die sie der Fotograf Robert Wunsch abgelichtet hatte.

### Fernseh- und Juryengagements
Süggeler gehörte zur deutschen Jury des Eurovision Song Contests 2011 in Düsseldorf. Sie war 2012 Jurymitglied der deutschen Eurovision-Casting-Show Unser Star für Baku. Neben Lena Meyer-Landrut, Tim Bendzko, Carolin Niemczyk von Glasperlenspiel und Florian Silbereisen war sie auch beim Eurovision Song Contest 2013 Teil der deutschen Jury. 2014 war sie neben Ricky Martin Jurymitglied der App-Castingshow Keep Your Light Shining.

### Filmografie
2015 spielte sie an der Seite von Matthias Schweighöfer, Milan Peschel, Andrea Osvárt und Joko Winterscheidt eine Nebenrolle in der Filmkomödie Der Nanny.

## Diskografie

### Solo
- 2011: Good Life City (Unplugged) (Udo Lindenberg feat. Alina Süggeler & Andi Weizel)